# Элираз, Исраэль
Исраэль Элираз (ивр. ישראל אלירז‎; 23 марта 1936, Иерусалим, Палестина — 22 марта 2016, Иерусалим) — израильский поэт и драматург.
Окончил Еврейский университет в Иерусалиме со специализацией по еврейской литературе и философии, затем магистратуру Тель-Авивского университета со специализацией по сравнительному литературоведению. На протяжении многих лет преподавал в Керемском институте усовершенствования учителей, в качестве приглашённого профессора работал также во Франции и в США.
Дебютировал как драматург и прозаик, первый роман опубликовал в 1963 году. Автор семи оперных либретто. С 1970-х гг. выступает преимущественно как поэт, первая книга стихов «Дорога в Вифлеем» (ивр. דרך בית לחם‎) издана в 1980 г., за нею последовали ещё более двух десятков стихотворных сборников. По словам Александра Авербуха,

Поэзия Элираза — созерцание, интуитивное узнавание вещей, выход за границы устоявшегося опыта.

Лауреат Премии имени Бялика (2008).